# Henry FitzRoy, V duca di Grafton
Henry FitzRoy, V duca di Grafton (Southill, 10 febbraio 1790 – Potterspury, 26 marzo 1863), è stato un nobile e politico britannico.

## Biografia
Henry era il figlio primogenito di George FitzRoy, IV duca di Grafton e di sua moglie, lady Charlotte Maria Waldegrave, figlia di James Waldegrave, II conte Waldegrave. Suo padre era discendente diretto ma illegittimo di re Carlo II d'Inghilterra.
Interessatosi al mondo della politica come il padre ed il nonno (il quale era stato Primo Ministro in Gran Bretagna), entrò giovanissimo in parlamento e rappresentò Bury St Edmunds dal 1818 al 1820 e nuovamente tra il 1826 ed il 1831, nelle file del partito Whig. Rappresentò la costituente di Thetford dal 1834 al 1841, come già suo padre prima di lui.
Il 24 maggio 1830 venne nominato colonnello della West Suffolk Militia, incarico già ricoperto dal genitore.
Il duca di Grafton morì nel 1863 a Wakefield Lodge, presso Potterspury, nel Northamptonshire.

## Matrimonio e figli
Il duca di Grafton sposò Mary Caroline Berkeley (figlia dell'ammiraglio sir George Cranfield Berkeley), il 20 giugno 1812 in Portogallo. La coppia ebbe in tutto cinque figli:
- Mary Elizabeth Emily (1817–1887), sposò il reverendo Augustus Phipps, figlio di Henry Phipps, I conte di Mulgrave
- Maria Louisa (1818–1912), sposò Edward Douglas-Pennant, I barone Penrhyn.
- William, VI duca di Grafton (1819–1882)
- Augustus, VII duca di Grafton (1821–1918)
- Frederick John (1823–1919), sposò Catherine Wescomb.

## Ascendenza
|                                          |                                          |                                           | Genitori                      |  |  | Nonni |  |  | Bisnonni            |  |  | Trisnonni                               |  |
|                                          |                                          |                                           |                               |  |  |       |  |  | 8. Augustus FitzRoy |  |  | 16. Charles FitzRoy, II duca di Grafton |  |
|                                          |                                          |                                           |                               |  |  |       |  |  | 8. Augustus FitzRoy |  |  | 16. Charles FitzRoy, II duca di Grafton |  |
|                                          |                                          | 17. Henrietta Somerset                    |                               |  |  |       |  |  | 8. Augustus FitzRoy |  |  |                                         |  |
| 4. Augustus FitzRoy, III duca di Grafton |                                          |                                           |                               |  |  |       |  |  | 8. Augustus FitzRoy |  |  |                                         |  |
|                                          |                                          | 9. Elizabeth Cosby                        | 18. William Cosby             |  |  |       |  |  |                     |  |  |                                         |  |
|                                          |                                          | 9. Elizabeth Cosby                        | 18. William Cosby             |  |  |       |  |  |                     |  |  |                                         |  |
|                                          |                                          | 9. Elizabeth Cosby                        | 19. Grace Montagu             |  |  |       |  |  |                     |  |  |                                         |  |
| 2. George FitzRoy, IV duca di Grafton    |                                          | 9. Elizabeth Cosby                        |                               |  |  |       |  |  |                     |  |  |                                         |  |
|                                          |                                          | 10. Henry Liddell, I barone Ravensworth   | 20. Thomas Liddell            |  |  |       |  |  |                     |  |  |                                         |  |
|                                          |                                          | 10. Henry Liddell, I barone Ravensworth   | 20. Thomas Liddell            |  |  |       |  |  |                     |  |  |                                         |  |
|                                          |                                          | 10. Henry Liddell, I barone Ravensworth   | 21. Jane Clavering            |  |  |       |  |  |                     |  |  |                                         |  |
| 5. Anne Liddell                          |                                          | 10. Henry Liddell, I barone Ravensworth   |                               |  |  |       |  |  |                     |  |  |                                         |  |
|                                          |                                          | 11. Anne Delme                            | 22. Peter Delme               |  |  |       |  |  |                     |  |  |                                         |  |
|                                          |                                          | 11. Anne Delme                            | 22. Peter Delme               |  |  |       |  |  |                     |  |  |                                         |  |
|                                          |                                          | 11. Anne Delme                            | 23. Anne Matcham              |  |  |       |  |  |                     |  |  |                                         |  |
| 1. Henry FitzRoy, V duca di Grafton      |                                          | 11. Anne Delme                            |                               |  |  |       |  |  |                     |  |  |                                         |  |
|                                          | 12. James Waldegrave, I conte Waldegrave | 24. Henry Waldegrave, I barone di Chewton |                               |  |  |       |  |  |                     |  |  |                                         |  |
|                                          | 12. James Waldegrave, I conte Waldegrave | 24. Henry Waldegrave, I barone di Chewton |                               |  |  |       |  |  |                     |  |  |                                         |  |
|                                          | 12. James Waldegrave, I conte Waldegrave | 25. Henrietta FitzJames                   |                               |  |  |       |  |  |                     |  |  |                                         |  |
| 6. James Waldegrave, II conte Waldegrave | 12. James Waldegrave, I conte Waldegrave |                                           |                               |  |  |       |  |  |                     |  |  |                                         |  |
|                                          |                                          | 13. Mary Webbe                            | 26. John Webbe, III baronetto |  |  |       |  |  |                     |  |  |                                         |  |
|                                          |                                          | 13. Mary Webbe                            | 26. John Webbe, III baronetto |  |  |       |  |  |                     |  |  |                                         |  |
|                                          |                                          | 13. Mary Webbe                            | 27. Barbara Belasyse          |  |  |       |  |  |                     |  |  |                                         |  |
| 3. Charlotte Maria Waldegrave            |                                          | 13. Mary Webbe                            |                               |  |  |       |  |  |                     |  |  |                                         |  |
|                                          |                                          | 14. Edward Walpole                        | 28. Robert Walpole            |  |  |       |  |  |                     |  |  |                                         |  |
|                                          |                                          | 14. Edward Walpole                        | 28. Robert Walpole            |  |  |       |  |  |                     |  |  |                                         |  |
|                                          |                                          | 14. Edward Walpole                        | 29. Catherine Shorter         |  |  |       |  |  |                     |  |  |                                         |  |
| 7. Maria Walpole                         |                                          | 14. Edward Walpole                        |                               |  |  |       |  |  |                     |  |  |                                         |  |
|                                          |                                          | 15. Dorothy Clement                       | 30. Hammond Clement           |  |  |       |  |  |                     |  |  |                                         |  |
|                                          |                                          | 15. Dorothy Clement                       | 30. Hammond Clement           |  |  |       |  |  |                     |  |  |                                         |  |
|                                          |                                          | 15. Dorothy Clement                       | 31. Priscilla Clement         |  |  |       |  |  |                     |  |  |                                         |  |
|                                          |                                          | 15. Dorothy Clement                       |                               |  |  |       |  |  |                     |  |  |                                         |  |